# Haslemere
Haslemere is een civil parish in het bestuurlijke gebied Waverley, in het Engelse graafschap Surrey. De plaats telt 16.826 inwoners.

## Geboren
- Rachel Portman (1960), componist
- Charles Edwards (1969), acteur

## Overleden
- Pim Sierks (1932–2024), piloot en volksheld